# Pernambuco
Pernambuco és un estat del Brasil localitzat al centre-est de la Regió Nord-est. Té com a límits: Paraíba i Ceará (NO), l'oceà Atlàntic (E), Alagoas i Bahia (S), i Piauí (O). Ocupa una àrea de 98.281 km². La capital és Recife. Els municipis més populosos són: Recife, Jaboatão dos Guararapes, Olinda, Caruaru, Paulista, Petrolina, Cabo de Santo Agostinho i Vitória de Santo Antão.

## Geografia
El relleu és moderat: l'altitud en el 76% del territori és inferior als 600m. El São Francisco, Capibaribe, Ipojuca, Una, Pajeú i Jaboatão són els seus rius principals.

## Clima
El clima és bàsicament tropical, presentant també variants en algunes àrees, com per exemple la ciutat de Triunfo, que presenta un clima d'altitud. La pluviositat també és variada. A la Zona da Mata (regió plana costanera, a l'est de l'estat) i a l'agreste (zona de transició situada a l'interior), el clima predominant és tropical -calent i humit, amb forts pluges d'hivern. En la major part del sertão (centre i oest de l'estat), el clima és semiàrid -calent i bastant sec, a causa de les poques pluges. En algunes regions, les precipitacions anuals són inferiors a 300 mm. Les sequeres més intenses poden durar més d'un any. Les excepcions són algunes ciutats amb microclima d'altitud a la zona del sertão, amb temperatures que poden baixar als 8 °C durant l'hivern, com Triunfo, i a les ribes del riu São Francisco, àrea més humida a causa de la proximitat del riu.

## Economia
L'economia de l'estat es basa en l'agricultura (tradicionalment canya de sucre i mandioca, cotó i cacau) i la ramaderia, així com en la indústria (aliments processats, química, metal·lúrgia, electrònica, tèxtil). En el principi de la colonització, l'arbre Paubrasilia echinata (pau-brasil) va despertar la cobdícia dels europeus possiblement encara abans del descobriment oficial del Brasil, el 22 d'abril de 1500. Avui els boscos originals gairebé han desaparegut.

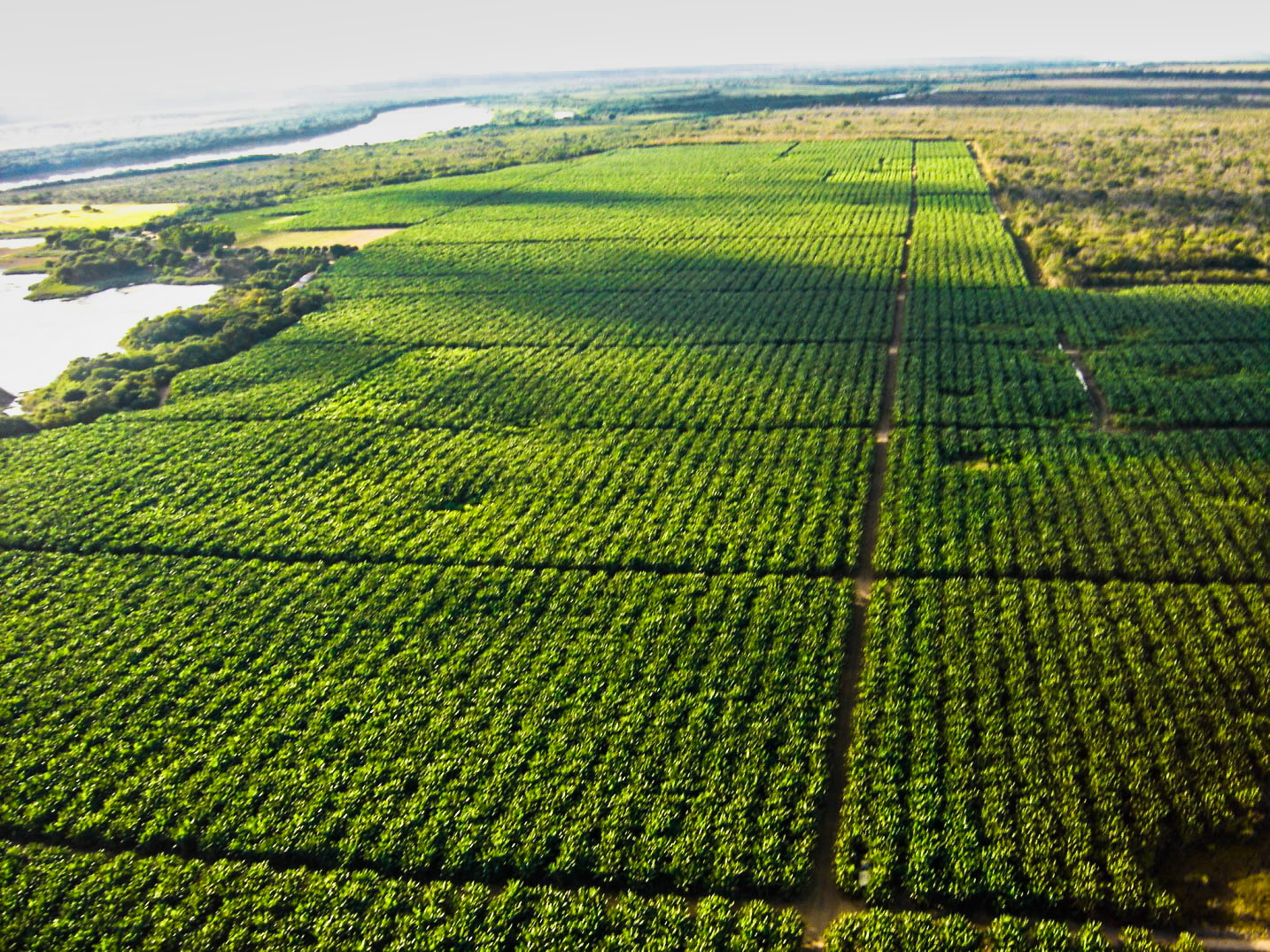
Terres cultivades a la riba del São Francisco.

La regió de la vall del riu São Francisco —que comparteixen Bahia i Pernambuco— s'ha convertit gràcies al seu vast sistema de canalització, la bonança climàtica i el sòl fértil, en una de les principals regions brasileres de producció de fruita i verdura, duent riquesa a ciutats properes com Petrolina (PE) i Juazeiro (BA).
En el sector industrial, destaquen la drassana Atlântico Sul (la més gran de l'hemisferi sud) i la refineria de Petrobras, ambdues a Ipojuca, a més de la planta que Jeep va obrir l'any 2015 a Goiana; el mateix municipi on es va inaugurar el primer complex de farmaco-química i biotecnologia del país, en la dècada del 2000.
L'economia de Pernambuco, després d'un període d'estagnació durant la "dècada perduda" entre 1985 i 1995, ha començat a créixer ràpidament a finals del segle xx i als inicis del segle xxi. Entre 2005 i 2014, el PIB per capita de l'estat es va triplicar (5.931 a 16.722 R$), mentre que al 2021 s'havia enlairat fins als 22.824 R$. Malgrat tot, Pernambuco continua en la part baixa de la llista d'estats en aquesta estadística (20è de les 27 unitats federatives).

## Turisme

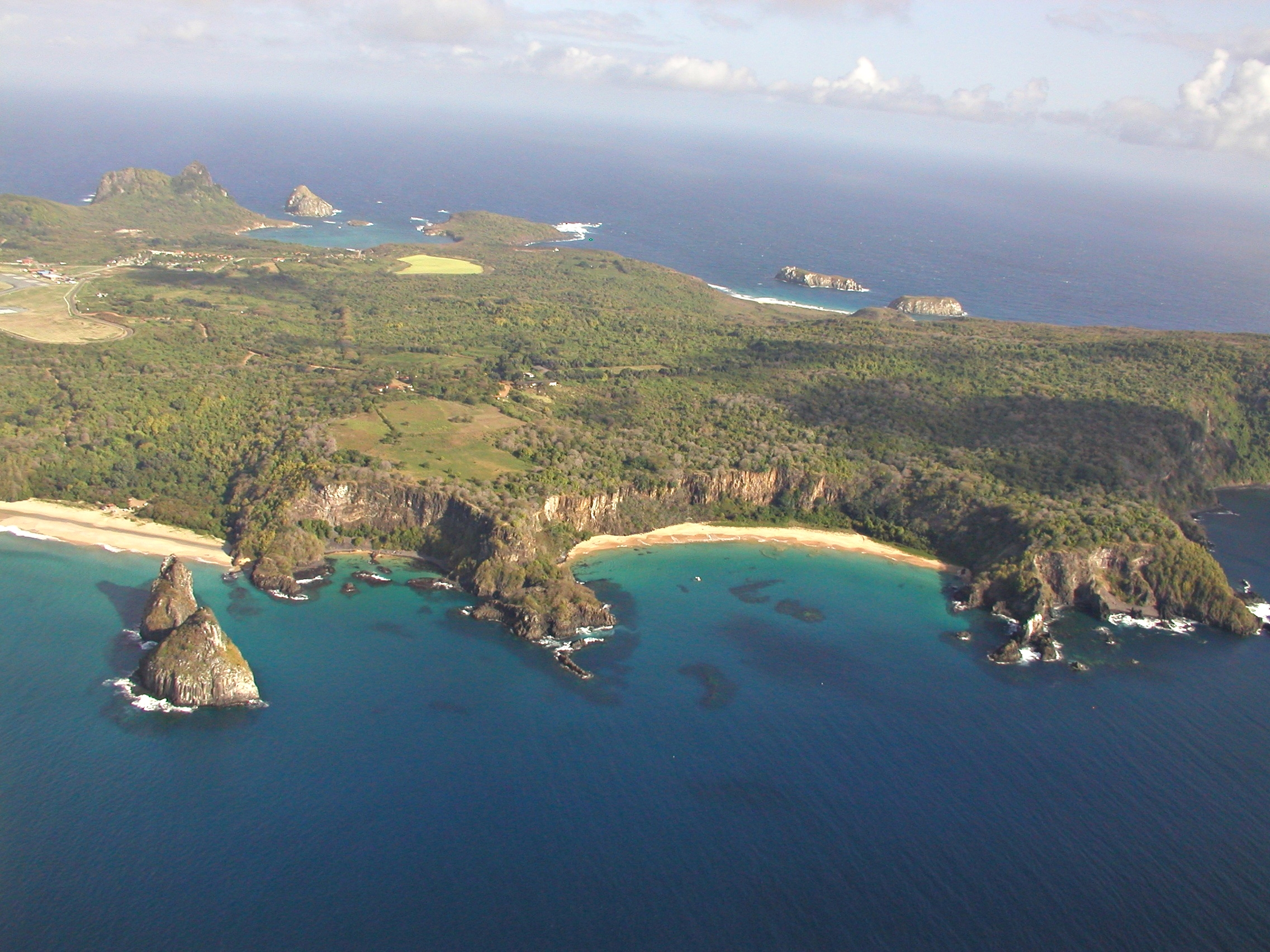
L'illa de Fernando de Noronha pertany, administrativament, a Pernambuco.

En els últims anys, una de les grans fonts d'ingrés de l'estat és el turisme, gràcies als atractius naturals, històrics i culturals de l'estat. Aquest creixement va atreure grans xarxes internacionals d'hotels i va portar a la modernització i ampliació de l'aeroport de Recife. Els atractius poden ser agrupats en:
- Ciutats de platja: Recife, Olinda, Jaboatão dos Guararapes, Ilha de Itamaracá, Ipojuca (on queda el famós districte de Porto de Galinhas), Serrambi.
- Ecoturisme i platges: en l'illa de Fernando de Noronha.

- Monuments històrics: el Recife Antic, el centre històric d'Olinda, el Forte Orange (fortalesa construïda pels holandesos en l'illa d'Itamaracá) entre d'altres.
- Festes tradicionals: el Carnaval d'Olinda i Recife amb els seus blocs de frevo, i les Festas Juninas (celebració dels sants populars catòlics Al mes de juny) a la ciutat de Caruaru són les principals celebracions.

## Història
Els primers rastres d'ocupació humana a l'actual territori de Pernambuco tenen uns 11 mil anys d'antiguitat i es troben a les regions de Chã do Caboclo i Furna do Estrago. Els primers grups indígenes que van habitar l'estat van ser els de la tradició cultural Itaparica i els antics Cariris.

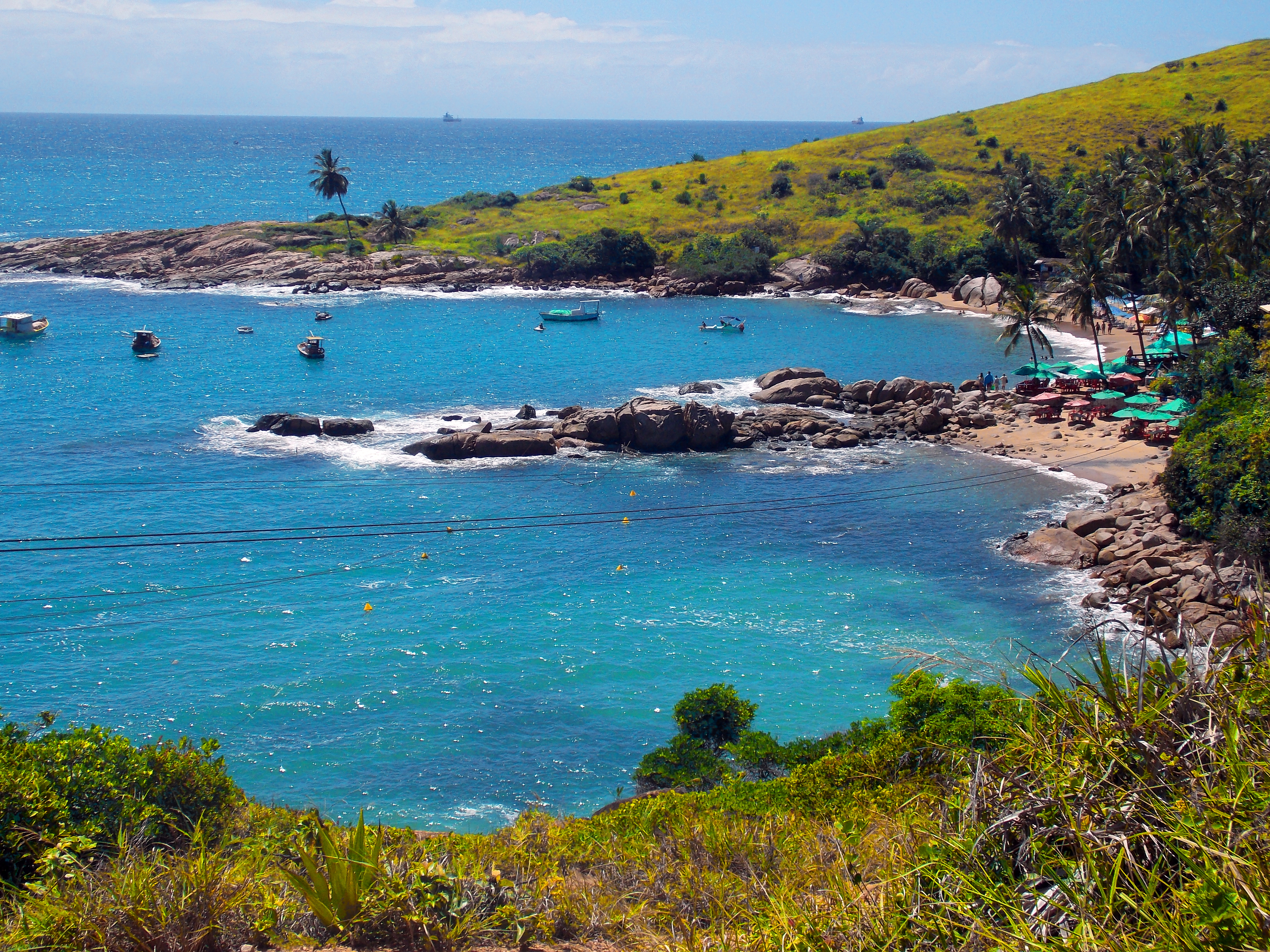
Cap de Santo Agostinho.

Durant el període en què els portuguesos van arribar al Brasil, la costa de Pernambuco estava habitada pels Caetés i els Tabajaras. Molts estudiosos afirmen que el descobriment del Brasil es va produir el 26 de gener de 1500, quan el navegant espanyol Vicente Yáñez Pinzón va desembarcar al cap de Santo Agostinho. Però, tot i que aquest va ser el primer viatge al territori que actualment ocupa el Brasil, Espanya no va reclamar les terres a causa del Tractat de Tordesillas.
El territori de Pernambuco va ser la regió més rendible per a la Corona portuguesa a l'inici de la colonització, sent la principal àrea d'explotació del pal brasil. El cicle del sucre va començar amb la construcció del primer ingeni sucrer de l'Amèrica Portuguesa a Itamaracá. Després de l'atac francès a Pernambuco de 1532, el rei Joan III va dividir el Brasil en capitanies hereditàries, deixant la Capitania de Pernambuco a Duarte Coelho, que en va prendre possessió el 1535. Coelho va instal·lar grans molins de sucre al llarg de la capitania i va esdevenir-ne el major productor del Brasil colonial i, en conseqüència, la capitania més poderosa i influent.

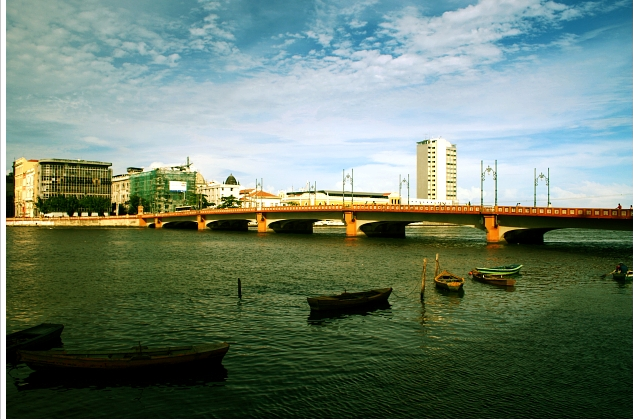
El pont Maurício de Nassau, inaugurat el 1644 a Recife, va ser el primer pont de gran mida del Brasil.

A mitjans del segle xvii, Pernambuco era la més rica productora de sucre del món, i va ser atacada per una flota holandesa de 67 vaixells i 7.000 homes comandada per Hendrick Corneliszoon Loncq el febrer 1630. Van apoderar-se d'Olinda i van construir Mauritsstad (actual Recife). Els colons de la Companyia Holandesa de les Índies Occidentals, governats per Theodor van Waerdenbuch vivien en setge constant, malgrat la presència a Recife de Joan Maurici de Nassau-Siegen com a governador. La revolta lusobrasilenya contra el domini neerlandès va acabar amb la pèrdua holandesa de les colònies brasileres el 1654, retirant-se formalment el 1661.

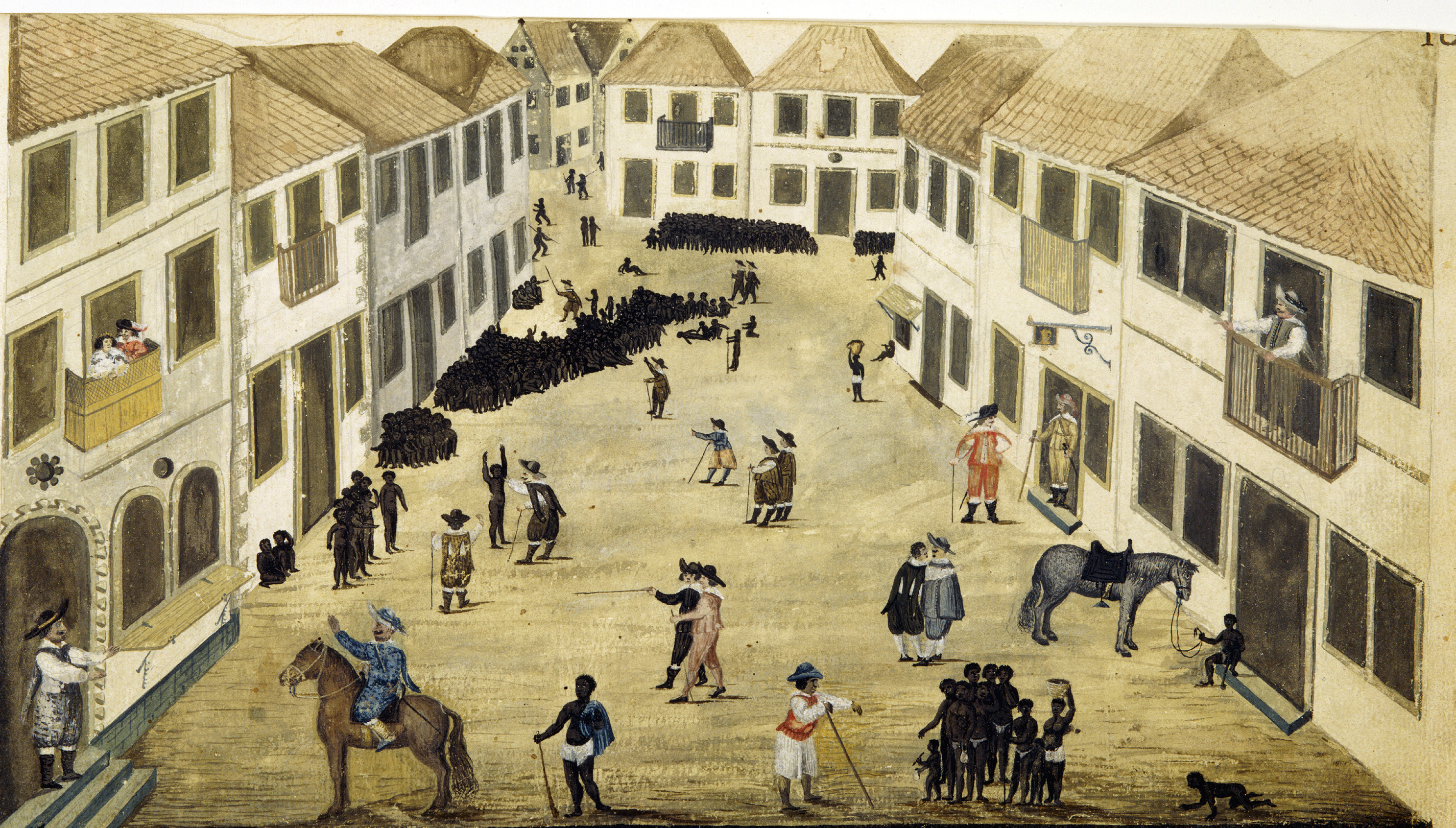
Mercat d'esclaus a Recife.

El conreu de canya de sucre, així com el de cotó i altres matèries primeres, va fer-se emprant ma d'obra esclava. Recife i Salvador van ser els destins més habituals del comerç atlàntic d'esclaus. Tanmateix, aquests (i els seus descendents, que continuaven en propietat dels mateixos amos) a vegades aconseguien fugir. A Pernambuco va sorgir el Quilombo de Palmares, un conjunt d'assentaments a la serra, que va servir de refugi fins a 20.000 persones de 1605 a 1710.
El cicle de l'or, al segle xviii, va traslladar el centre de poder cap al sud: la Capitania de MInas Gerais va ser el principal productor de metalls i pedres precioses, mentre que Rio de Janeiro va ser nomenada capital de la colònia (1763). En aquesta etapa, es van produir tres moviments rebels a Pernambuco: la Conjuració de Nosso Pai (1666), la Guerra dels Mascates (1710-1711) i la Conspiració dels Suassunas (1801). Tanmateix, la principal revolta de la història de la capitania va ser la Revolució pernambucana, un moviment separatista que pretenia fer de Pernambuco un país independent, per mitjà de l'ocupació de Recife el 6 de març de 1817. Tot i haver obtingut el suport dels Estats Units d'Amèrica i també comptar (sobre el paper) amb la col·laboració de Paraíba i Rio Grande do Norte, la República de Pernambuco va durar només 74 dies i l'estat va tornar al domini portuguès. Malgrat això, la Revolució de Pernambuco va deixar un fort llegat en la història de Pernambuco i va ser un moviment precursor de la Independència del Brasil, cinc anys més tard.
Poc després de la creació de l'Imperi del Brasil el 1822, es van produir dues revoltes liberals i separatistes contra la monarquia: la Confederació de l'Equador i la Revolució Praieira. Els principals esdeveniments històrics a Pernambuco després de la Proclamació de la República van ser la modernització de Recife als anys 1910, l'assassinat de João Pessoa (que va ser el desencadenant de la Revolució de 1930) i l'atemptat a l'aeroport de Guararapes contra la dictadura militar. A la localitat d'Abreu e Lima es va iniciar el moviment Diretas Já, reclamant eleccions obertes, el març de 1983. A partir de la segona meitat del segle xx, l'estat va passar per un procés d'estancament econòmic que li va fer perdre protagonisme regional, però tot i així, Pernambuco continua sent una de les economies més importants del Nord-est i al segle xxi és l'estat amb més creixement econòmic de la regió.